# Barthélemy d'Édesse
Barthélemy d'Édesse est un écrivain religieux byzantin, auteur d'un violent pamphlet anti-musulman en langue grecque intitulé Ἔλεγχος Ἀγαρηνοῦ (Réfutation d'un Agarène), daté de nos jours du XIIe  ou du XIIIe siècle.
Les informations sur l'auteur proviennent uniquement du texte lui-même. Il indique à plusieurs reprises qu'il est originaire de la ville d'Édesse, qu'il est moine et qu'il a séjourné fréquemment au monastère Sainte-Catherine du Sinaï. Il semble ensuite avoir vécu dans l'Empire byzantin. L'islamologue belge Armand Abel pensait qu'il s'agissait d'un auteur imaginaire : l'ouvrage serait une compilation de textes plus anciens rédigée en grec populaire au XIIIe siècle et placée sous un nom fictif. Mais le dernier éditeur, Klaus-Peter Todt, soutient qu'il a une unité et qu'il a bien été composé par le moine Barthélemy d'Édesse « dans le dernier quart du XIIe siècle ».
Le texte, dont le début est perdu, est adressé à un musulman. Il commence par une énumération des objections opposées par les musulmans au christianisme (divinité de Jésus-Christ, son incarnation et son sacrifice sur la croix, le dogme de la Trinité, la vénération des icônes, l'eucharistie, le baptême, le rôle du Saint-Esprit, la confession, l'accusation portée contre les chrétiens d'avoir falsifié les Évangiles). L'auteur ne répond ensuite qu'à une partie de ces objections, dans le plus complet désordre d'ailleurs. Il s'attache à montrer le fossé qui sépare selon lui Jésus-Christ, qui a manifesté sa divinité à travers de nombreux miracles, et le « faux prophète » Mahomet, qui n'a manifesté aucun signe divin et dont ni la vie ni la conduite morale ne plaident en faveur de sa qualité de prophète. La dernière partie du traité renferme une biographie mythique de Mahomet, inspirée par des polémistes chrétiens antérieurs (notamment nestoriens). Le ton utilisé est très caustique envers les musulmans.
L'auteur se targue d'avoir une bonne connaissance du Coran et de la littérature religieuse islamique. Selon Kl.-P. Todt, il manifeste également une connaissance directe et quotidienne de l'islam populaire de son époque.
Le texte a été publié pour la première fois par Étienne Le Moine dans le premier tome (p. 305 sqq.) de ses Varia Sacra, ceu Sylloge variorum opusculorum Græcorum ad rem ecclesiasticam spectantium (Leyde, 1685, 2 vol.). Dans la collection Migne, il est suivi d'un autre traité Contra Muhammedum, mais l'attribution au même auteur est arbitraire.  

## Éditions
- PG, vol. CIV, col. 1381-1448.
- Klaus-Peter Todt, Bartholomaios von Edessa. Confutatio Agareni, Echter Verlag, Würzburg/ Telos Verlag, Altenberge, 1988.